# Villa Rocca Belvedere

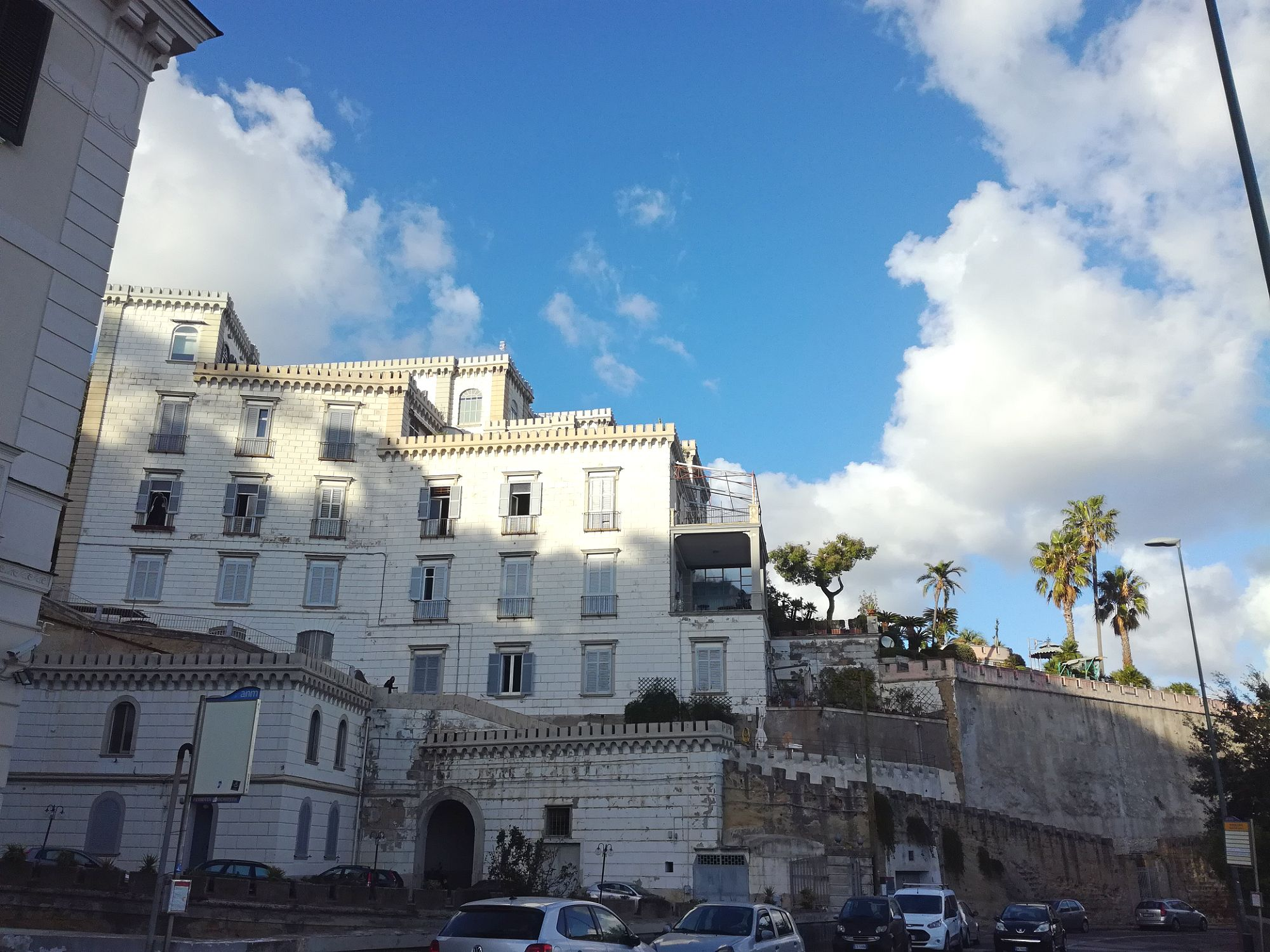
Villa Rocca Belvedere, prospetto su via Posillipo

Villa Rocca Belvedere è una delle ville storiche di Napoli situate a Posillipo. 
Questa zona della città faceva parte delle grandi proprietà della nobile Marchesa di Salza, che all'epoca includevano anche Villa Rocca Matilde (poi ribattezzata villa Peirce). 
Verso la fine dell’Ottocento venne qui realizzato l’Hotel Rocca Belvedere. 
La struttura è molto grande e si espande su più livelli, adattandosi perfettamente all'orografia del costone tufaceo.
L'architettura della villa ricorda quella di un castello e sono presenti anche vasti giardini.